# Дочка Бука Еттемсуха
«Дочка Бука Еттемсуха» — казка з Північної Африки, видана Гансом Штумме в збірці «Казки та вірші з міста Триполі» (Märchen und Gedichte aus der Stadt Tripolis). Ендрю Ленг включив його до «Сірої казкової книги» (1900).

## Переклади
Оригінальна назва, опублікована Гансом Штумме, Lḫurrâfa mtâk bûk ettämsûḥ. Штумме переклав це як Die Geschichte von Buk Ettemsuch («Історія Бука Еттемсуха»).

## Сюжет
Чоловік залишив своїх сімох дочок з дорученням не виходити з дому, бо в них є запаси на три роки. Одного разу, на третьому році, старша запропонувала їм піти; молодша намагалася їх відрадити, і всі її сестри накинулися на неї. Коли вони повернулися, залишивши двері відчиненими, всередину увійшла відьма й з’їла всіх сестер, крім молодшої, яка втекла. Вона сховалася в замку огра. Він повернувся і умовив її вийти; оскільки вона була молода, він узяв її собі за доньку і доручив їй стежити за домом, зберігши шість ключів, а сьомий залишив собі.
Одного разу вона попросила ключ; коли огр відмовив, вона вкрала його. Він дізнався про це, коли прокинувся, але вирішив не будити її, щоб повернути ключ. Вона відчинила двері і побачила вола, який черпав воду для поливу городу. Той стверджував, що огр відгодовує її, щоб з'їсти. Вона заплакала. Огр сказав їй, що відповісти волові, а вона так і зробила, змусивши його впасти на землю на сім днів і ночей. Принц, чий це був сад, прийшов і побачив, що він засох. Бик благав про пощаду і розповів про дівчину. Він сховався і чекав, коли вона знову прийде в сад. Принц, зачарований її красою, запросив огра на вечерю і розпитав про дівчину. Огр погодився на їхній шлюб, але коли принц прийшов забирати наречену, заборонив їй розмовляти з ним, поки не поклянеться «головою Бука Еттемсуха».
Принц, роздратований її мовчазністю, взяв собі іншу наречену. Дівчина чаклувала на кухні, зануривши пальці в киплячу олію, щоб вони стали смаженою рибою, і стрибнувши у вогонь, щоб перетворитися на свіжий коровай. Наречена сказала, що теж так може, стрибнула у вогонь і згоріла на смерть. Принц взяв іншу наречену. Дівчина сіла на кіл, щоб прясти, а наречена наказала їй зійти, бо вона теж це вміє, і проткнула себе кілком.
Принц підглянув за дівчиною. Вона пішла з глечиком по воду. Глечик розбив глечик, глечик попросив її побити його, а глечик благав її не клястися «головою Бука Еттемсуха». Вона сказала, що якби це сказав її чоловік, вона могла б поговорити з ним. Він підхопився і сказав їй: «Говори зі мною, клянучись головою Бука Еттемсуха». Після цього вони жили щасливо.

## Аналіз
Американський фольклорист Д. Л. Ешліман класифікує казку в міжнародному індексі Аарне-Томпсона-Утера як тип АТ 405*, «Зачарована дівчина, врятована різними способами». Він також вказав на дві арабські казки як варіанти, зібрані письменницею Інеєю Бушнак.
Натомість вчений Хасан М. Ель-Шамі класифікував казку як тип 327K§, «Огр отримує доступ до будинку дітей після того, як переконав більшість із них убити свого домашнього улюбленця (собаку)», і тип АТУ 898, «Дочка Сонця».